# Sabethes nitidus
Sabethes nitidus är en tvåvingeart som beskrevs av Theobald 1901. Sabethes nitidus ingår i släktet Sabethes och familjen stickmyggor. Inga underarter finns listade i Catalogue of Life.